# چولپان ایلهان
چولپان ایلهان (انگلیسی: Çolpan İlhan; ۸ اوت ۱۹۳۶ – ۲۵ ژوئیهٔ ۲۰۱۴) هنرپیشه اهل ترکیه بود. وی بین سال‌های ۱۹۵۷ تا ۲۰۰۷ میلادی فعالیت کرده و در بیش از ۳۰۰ فیلم و تئاتر حضور داشته است.